# Président de la Nation argentine
Pour un article plus général, voir Liste des chefs d'État argentins.
Le président de la Nation argentine (en espagnol : Presidente de la Nación Argentina) est le chef de l'État et du gouvernement de l'Argentine. Il est titulaire du pouvoir exécutif, responsable de la politique de l'administration générale de la République argentine et le commandant en chef des forces armées.
L'actuel titulaire de la fonction est Javier Milei, de la coalition La liberté avance, depuis le 10 décembre 2023.

## Histoire

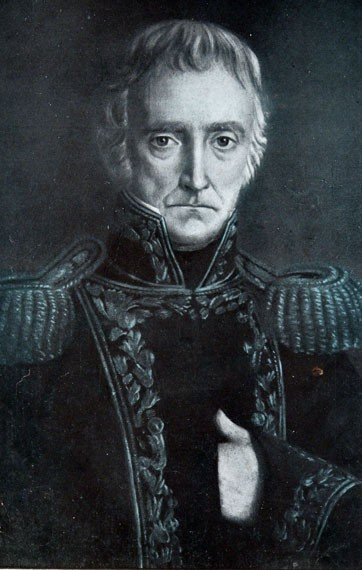
Cornelio Saavedra, Président de la Première Junte des Provinces-Unies du Río de la Plata.

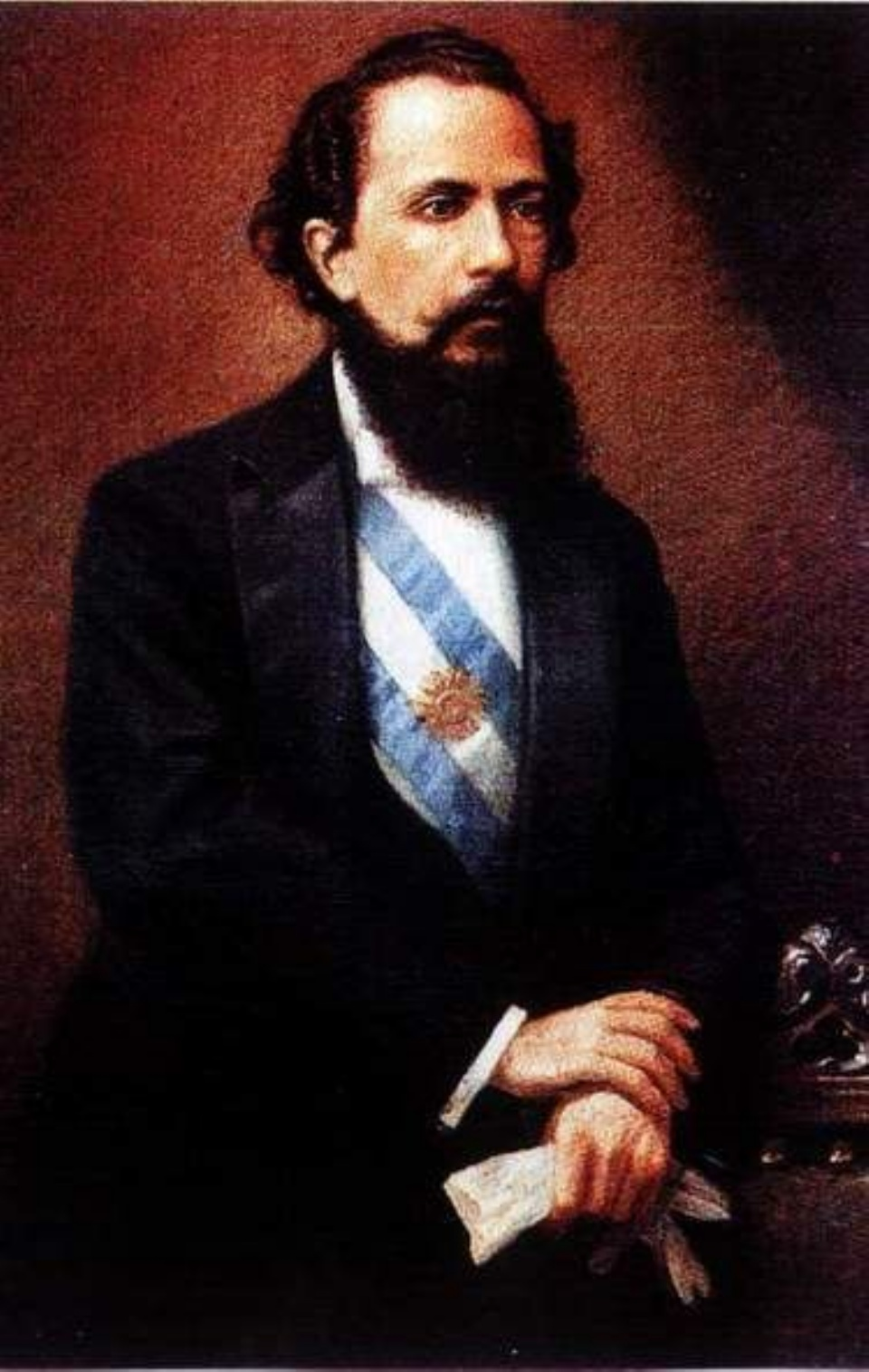
Nicolás Avellaneda est le plus jeune président argentin à prendre ses fonctions à l'âge de 37 ans.

Les origines de l'Argentine en tant que nation remontent à 1776 lorsque — dans le cadre des réformes bourboniennes — le roi d'Espagne créé la vice-royauté du Río de la Plata — couvrant environ les territoires de l'actuelle Argentine, de la Bolivie, du Paraguay, de l'Uruguay et du sud du Brésil — en la séparant de la vice-royauté du Pérou. Le chef de l'État de ce nouveau territoire reste le roi, représenté localement par le vice-roi, né de manière générale en Espagne.
L'Argentine a connu plusieurs régimes politiques, successivement les Provinces-Unies du Río de la Plata, la Confédération argentine et enfin la République argentine. Le titre depuis l'investiture de Bernardino Rivadavia en 1826, est président de la Nation argentine, qui devient officiel à partir de 1861.

### Première Junte de Gouvernement
La Première Junte de Gouvernement (en espagnol : Primera Junta de Gobierno, officiellement la « Junte exécutive provisoire des Provinces du Río de la Plata au nom de notre seigneur Don Ferdinand VII » (Junta Provisional Gubernativa de las Provincias del Río de la Plata a nombre del Señor Don Fernando VII), est la junte créée le 25 mai 1810 à Buenos Aires, capitale de la vice-royauté du Río de la Plata, à la suite de la victoire de la révolution de Mai qui amène à la destitution du vice-roi Baltasar Hidalgo de Cisneros. Le siège du gouvernement est fixé au fort de Buenos Aires, qui sert depuis 1776 de résidence aux vice-rois et où se trouve aujourd'hui la Casa Rosada. La Première Junte existe en tant que telle jusqu'au 18 décembre de la même année, puisque avec l'incorporation de députés de l'intérieur du pays, elle se transforme en Grande Junte.
Le président de la Première Junte des Provinces-Unies du Río de la Plata est Cornelio Saavedra.

### Directeur suprême
Lorsque les représentants des différentes villes de l'intérieur du pays se joignent à la Junte, le gouvernement est d'abord délégué à un triumvirat, puis à un pouvoir exécutif unipersonnel avec le nom de directeur suprême créé par l'Assemblée de l'an XIII.
Le poste de directeur suprême est maintenu après la proclamation de l'indépendance le 9 juillet 1816 par une réunion du Congrès dans la ville de San Miguel de Tucumán. Une Constitution est approuvée en 1819, mais en raison des circonstances politiques, elle ne rentre jamais en vigueur, le pouvoir central est dissous et le pays reste à l'état d'une confédération de provinces.
Une nouvelle constitution adoptée en 1826 créée pour la première fois le poste de président, pour lequel Bernardino Rivadavia est élu, devenant le premier président argentin. En raison de la guerre entre l'Argentine et le Brésil, Rivadavia démissionne après une courte période et la fonction est dissoute peu de temps après.
Une guerre civile entre « unitaires » (c'est-à-dire le gouvernement central basé à Buenos Aires) et « fédérales » (pour une pleine autonomie des provinces) s'ensuivit dans les décennies suivantes. À cette époque, il n'y a pas d'autorité centrale et ce qui s'en rapproche le plus est le représentant des relations extérieures, généralement le gouverneur de la province de Buenos Aires. Le dernier à porter ce titre est Juan Manuel de Rosas qui, dans les dernières années de son gouvernement, est élu chef suprême de la Confédération argentine, acquérant le pouvoir effectif dans le reste du pays.
En 1852, Rosas est renversé et une assemblée constituante est convoquée. Cette constitution — toujours en vigueur — établit un gouvernement fédéral national, avec la fonction de président, élu par un collège électoral. La durée du mandat est fixée à six ans, sans possibilité de réélection. Le premier président élu en vertu de la Constitution est Justo José de Urquiza. Après une brève interruption en 1860, la succession des présidents se déroule dans le respect des normes légales jusqu'à 1930, où elle est interrompue par plusieurs coups d'État, entrecoupés de présidents de facto et d'autres élus par voie légale.
En 1930, 1943, 1955, 1962, 1966 et 1976, des coups d'État militaires ont déposé les présidents élus. En 1930, 1943 et 1955 les forces armées désignent des militaires avec le titre de président. À la suite des coups d'État de 1966 et de 1976, le gouvernement fédéral est exercé par une junte militaire composée des chefs de chacune des trois branches des forces armées — armée de terre, force aérienne et marine — qui, à son tour, désigne un militaire comme président. En 1962, avant que l'armée ne puisse nommer un nouveau président, le président provisoire du Sénat José María Guido, qui est le remplaçant légal du président déchu, prend ses fonctions. La question de savoir si ces chefs d'État militaires peuvent être appelés présidents est discutable, compte tenu de leur illégitimité. La position du gouvernement argentin actuel est que les militaires qui ont exercé le pouvoir exécutif entre 1976 et 1983 ne sont pas légitimes, de sorte qu'ils n'ont pas eux le droit à une pension présidentielle. La situation des dictateurs précédents — aujourd'hui tous décédés — n'a pas été définie.

### La figure présidentielle dans les textes constitutionnels

#### Constitution de 1826
« Article 68 – Le pouvoir exécutif de la nation est confié à une seule personne, sous le titre de président de la République argentine.

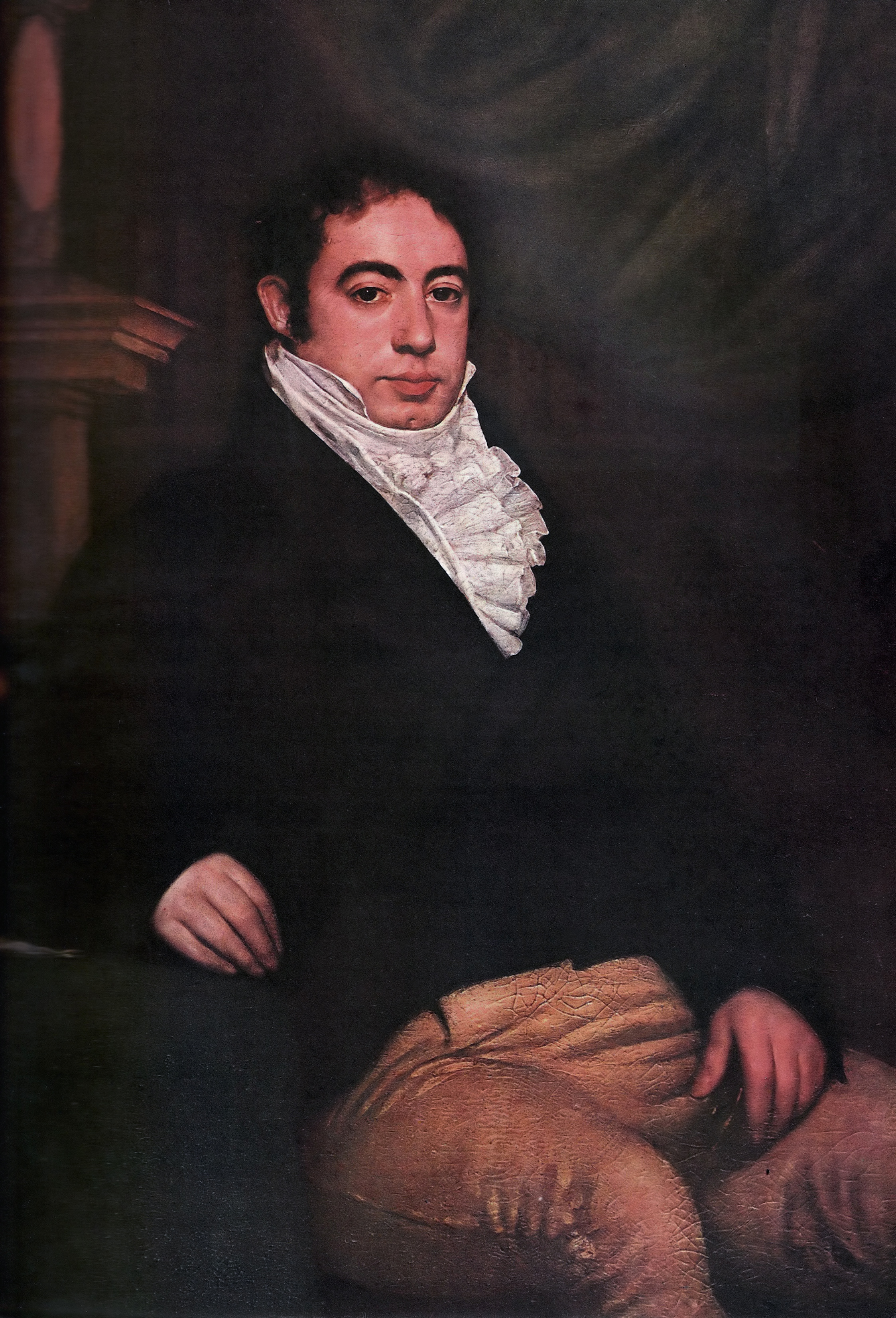
Bernardino Rivadavia est le premier titulaire du pouvoir exécutif à être appelé « président ».

Article 70 – Avant d'entrer dans l'exercice de ses fonctions, le Président élu fera entre les mains du Président du Sénat, et en présence des deux Chambres réunies, le serment suivant : « Je (...) jure par Dieu Notre Seigneur et ces Saints Évangiles, que j'exercerai dûment le poste de Président, qui m'est confié ; que je protégerai la religion catholique, que je conserverai l'intégrité et l'indépendance de la République et que j'observerai fidèlement la Constitution ».

Premier chapitre – Nature et qualités de ce pouvoir. Section V. Du Pouvoir Exécutif, Constitution de la Nation argentine (1826) »
La Constitution de 1826 dispose que le pouvoir exécutif est exercé par une personne sous le titre de président de la République argentine (article 68). Les exigences sont d'être citoyen argentin, d'avoir trente-six ans, détenir la citoyenneté depuis neuf ans et un capital de dix mille pesos (articles 24 et 69). Il est élu pour un mandat de cinq ans non renouvelable (article 71). En cas de maladie, de décès, de démission ou de destitution, la fonction est exercée par le président du Sénat (article 72). Il est élu comme suit (articles 73 à 80) : Dans la capitale et dans chaque province, un collège de quinze électeurs est constitué qui vote quatre mois avant la fin du mandat par des « bulletins signés ». Une fois le vote et le dépouillement terminés, le procès-verbal est adressé au président du Sénat qui, avec quatre membres du Congrès, procède au décompte final. Celui qui a réuni les deux tiers des voix est proclamé président. Au cas où personne ne l'emporte, il est élu par les 2/3 du Congrès. Il peut être révoqué par mise en accusation de la Chambre des représentants pour « crimes de trahison, extorsion, détournement de fonds publics, violation de la Constitution, notamment en ce qui concerne les droits primaires des citoyens, ou autres crimes méritant l'infamie ou la peine de mort » et être destitué par le Sénat.
Ses attributions sont de (articles 81 à 101) publier et faire appliquer les lois, convoquer le Congrès, ouvrir annuellement les sessions parlementaires, ordonner les élections législatives. En matière militaire le président de la République est le commandant en chef des forces de marine et de terre, il doit avoir besoin de l'autorisation du congrès pour envoyer l'armée en personne, il assure la sécurité intérieure et extérieure, prend des mesures pour garantir la paix et conclure des traités avec l'approbation du Sénat. Il a aussi pour rôle de nommer et révoquer ses cinq ministres, nommer les ambassadeurs et autres agents avec l'approbation du Sénat, recevoir les délégations étrangères, délivrer des lettres de citoyenneté, exercent le patronage général des églises, « Tous les objets et branches du Trésor et de la Police, publics et nationaux, scientifiques et de toutes sortes d'établissements, constitués et entretenus avec les fonds de l’État, les monnaies, les banques nationales, les bureaux de poste, les postes et les voiries sont de l'inspection suprême et relèvent du Président de la République », et enfin il applique les grâces et nomment les juges de la Cour suprême. En outre, il nomme les gouverneurs des provinces sur proposition d'un conseil d'administration et approuve leurs budgets. Tout projet de loi doit passer par le pouvoir exécutif qui les approuve ou s'y oppose.

### Constitution 1853
« Article 71 – Le pouvoir exécutif de la Nation est exercé par un citoyen en qualité de « Président de la Confédération argentine ».

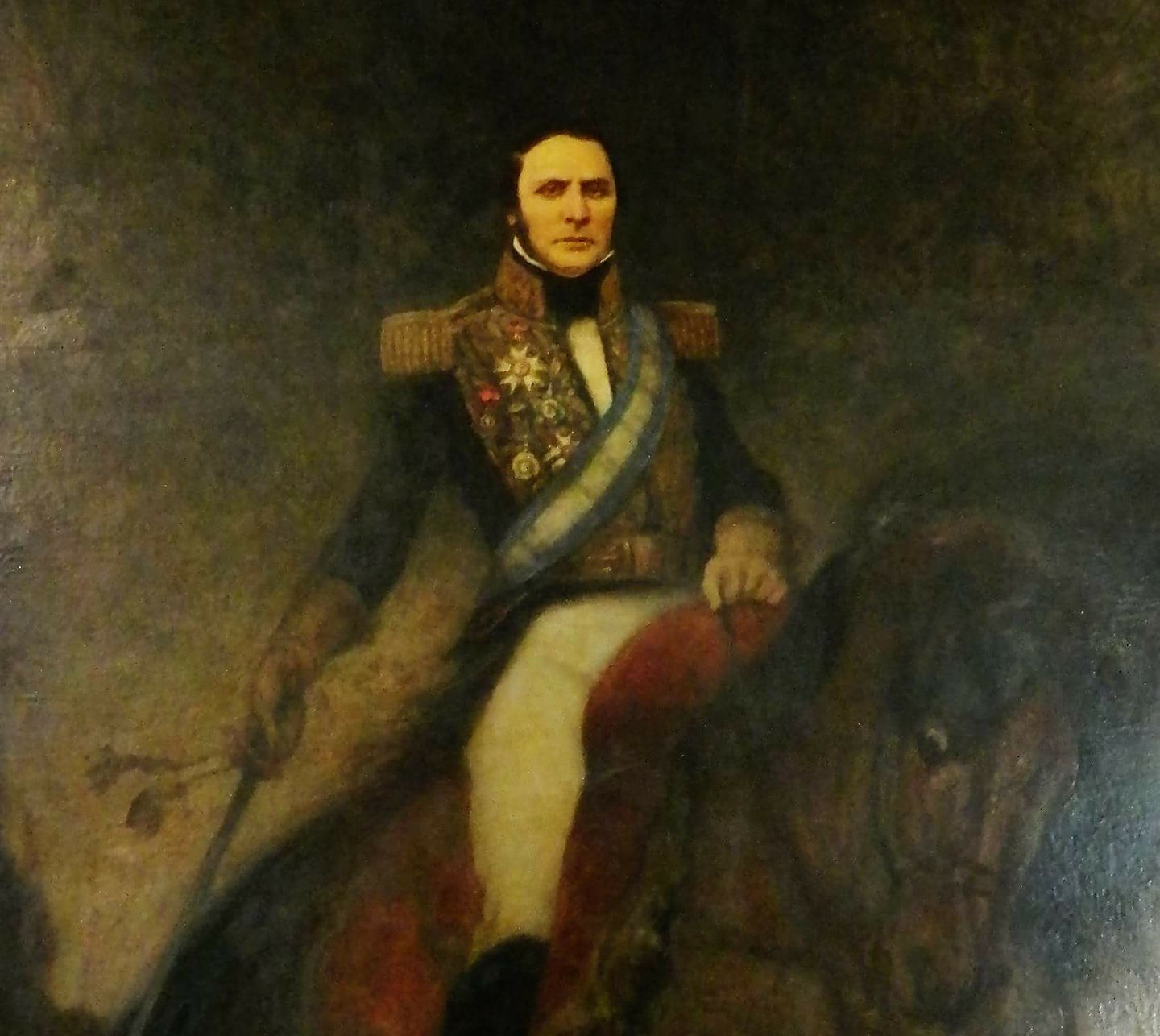
Justo José de Urquiza

Article 70 – Dès leur entrée en fonctions, entre les mains du président du Sénat (la première fois, entre les mains du président du Congrès constituant) et devant le Congrès réuni en assemblée plénière, le Président et le Vice-président prêtent serment, dans les termes suivants : « Moi N. N. jure devant Dieu Notre Seigneur et ses Saints-Évangiles, d'exercer avec loyauté et patriotisme les fonctions de Président (ou de Vice-président) de la Confédération et d'observer et de faire observer fidèlement la Constitution de la Confédération argentine. Si je ne le fais ainsi, que Dieu et la nation m'en demandent compte. ».

Premier chapitre – De sa nature et sa durée . Section II. Du Pouvoir Exécutif, Constitution de la Nation argentine (1853) »
Les articles 71 à 90 contiennent les dispositions relatives au pouvoir exécutif. Le titulaire de celui-ci est personnel et porte le titre de « président de la Confédération argentine ». Un vice-président, élu avec lui, le remplace en cas d'absence, d'incapacité ou de démission.
Les conditions pour l'élection en tant que président sont similaires à celles exigées pour les sénateurs ; ils ajoutèrent la condition d'être natif ou d'être fils d'un enfant en cas de naissance hors du territoire national et pratiquant de la religion catholique, seule concession faite aux montoneros. Son mandat s'étend sur une période de six ans, sans possibilité de réélection avant l'expiration d'un mandat complet ; aucun cas ne permet la prorogation de celle-ci au-delà de six ans à compter de la date initiale de prise de fonction.
La procédure pour l'élection présidentielle est indirecte ; le corps électoral de chaque province choisit un nombre de délégués égal au double du nombre total des députés et des sénateurs qu'il élit. Les électeurs de chaque province votent à leur discrétion pour les candidats qu'ils jugent les plus appropriés et envoient une copie scellée de leur résolution au Sénat ; une fois toutes les listes reçues, l'Assemblée législative procède à l'examen de celles-ci. S'il en résulte une majorité absolue d'un candidat, la proclamation est automatique. Dans le cas où aucun d'entre eux n'aurait la majorité absolue, l'Assemblée législative élit immédiatement et à la majorité simple des voix entre les deux candidats ayant obtenu le plus de voix, ou plus en cas d'égalité pour la première ou la deuxième place. Dans ce dernier cas, s'il n'y a pas de candidat à la majorité absolue en première instance, un scrutin est organisé entre les deux candidats ayant obtenu le plus de voix au premier tour. Le quorum pour cette élection doit être les trois quarts des membres du Congrès.
Selon le premier alinéa de l'article 90, le président est l'autorité suprême de la Confédération, dans ce que l'on appelle un régime présidentiel : Il n'est responsable de ses actes que dans le cadre imposé par la Constitution, devant aucune autorité supérieure et n'a pas besoin de l'approbation du Congrès pour l'exercice de ses pouvoirs. Il est également le détenteur du pouvoir exécutif de la ville désignée comme capitale fédérale et le chef des forces armées.
Le président jouit de pouvoirs législatifs : outre l'approbation et la promulgation des lois émises par le Congrès, y compris le pouvoir de veto, il est chargé d'édicter les règlements nécessaires à l'application de la loi, appelés décrets, bien que respectant l'esprit originel de celle-ci. La signature de traités avec d'autres États est à sa charge exclusive, ainsi que la décision de traiter ou non les documents émis par le pape.
En tant qu'autorité en matière de politique étrangère, il est chargé de nommer les ambassadeurs et autres ministres pour les négociations avec les puissances étrangères ; l'élection et la révocation des titulaires d'ambassade nécessite un accord sénatorial — vestige de l'influence de la constitution nord-américaine, dans laquelle le Sénat partage le pouvoir sur les relations extérieures avec le président, sur les conventions —, mais celui des fonctionnaires de rang inférieur est entièrement à la charge du président. De même, il est l'autorité chargée de gérer les affaires militaires, il dispose de l'armée, désigne les officiers de celle-ci — avec l'accord du Sénat, dans le cas des postes supérieurs de l'armée —, émet des lettres de marque, déclare la guerre ou décrétant l'état de siège lorsque sa cause est l'attaque d'une puissance étrangère.
Son implication dans les tâches du Congrès ne se limite pas à la promulgation des lois : le président est chargé de l'ouverture des séances de l'Assemblée législative, au cours desquelles il se communiquait ses considérations sur sa tâche et la prolongation ou la convocation de séances en dehors de la période ordinaire.
En ce qui concerne le pouvoir judiciaire, il est chargé de nommer les juges des tribunaux fédéraux, pour lesquels l'accord sénatorial requis. En outre, il a le pouvoir de gracier les personnes reconnues coupables de crimes relevant de la compétence fédérale, sauf en cas de mise en accusation. Il n'a pas le pouvoir d'imposer des peines, mais il a le pouvoir — en état de siège — de décréter l'arrestation temporaire ou le transfert de personnes, à moins qu'elles ne préfèrent quitter le territoire national. S'il n'a pas l'accord du Congrès lors de l'émission des mesures, elles expirent automatiquement au bout de 10 jours.
En tant que responsable de l'administration nationale, il est chargé de la collecte de l'impôt national et de son application dans le cadre de la loi sur le budget. Il a le pouvoir d'accorder la jouissance de licences ou de mont-de-piété et de recueillir tout type d'information de la part de l'administration nationale.
La Constitution fixe comme assistants du président cinq ministres choisis par lui, dans les portefeuilles de l'Intérieur, des Affaires étrangères, des Finances, de la Justice, des Cultes et de l'Instruction publique et de la Guerre et de la Marine. L'approbation ministérielle est nécessaire pour les décrets gouvernementaux. Les ministres sont également tenus de rendre compte au Congrès à l'ouverture des sessions et dont habilités à participer à ses débats, mais sans droit de vote. La fonction de ministre est incompatible avec l'exercice du pouvoir législatif national.

### Réformes constitutionnelles
« Article 70 – Le Pouvoir exécutif de la Nation est exercé par un citoyen en qualité de « Président de la Nation argentine ».

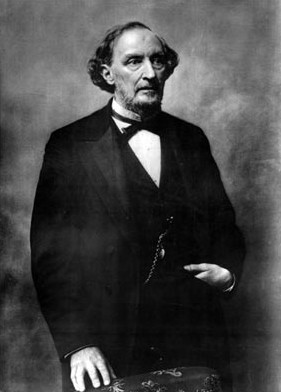
Bartolomé Mitre, premier président de la nation unifiée.

Article 80 – Dès leur entrée en fonctions, entre les mains du président du Sénat (la première fois, entre les mains du président du Congrès constituant) et devant le Congrès réuni en assemblée plénière, le Président et le Vice-président prêtent serment, dans les termes suivants : « Moi N. N. jure devant Dieu Notre Seigneur et ses Saints-Évangiles, d'exercer avec loyauté et patriotisme les fonctions de Président (ou de Vice-président) de la Nation et d'observer et de faire observer fidèlement la Constitution de la Nation argentine. Si je ne le fais ainsi, que Dieu et la nation m'en demandent
compte. ».

Premier chapitre – De sa nature et sa durée . Section II. Du Pouvoir Exécutif, Constitution de la Nation argentine (1860) »
- La réforme de 1860 renomme le poste de président de la Nation argentine, accorde aux provinces le droit de demander l'intervention du gouvernement fédéral sur leur territoire et à la Chambre des députés le droit de destituer les membres de l'exécutif et les juges dans les procès politiques et retire au pouvoir exécutif le pouvoir de suspendre les garanties constitutionnelles ;
- En 1866, aucun changement n'est apporté au système de gouvernement ;
- En 1898, les ministères du cabinet sont relevés à huit, il était auparavant à 5 ;
- Vers 1949, la réélection illimitée du président est autorisée et le collège électoral est supprimé (l'élection se fait au suffrage universel direct) et la limitation du nombre de ministères est supprimé. De plus, l'État interdit les organisations ayant des principes opposés aux libertés individuelles et, en dehors de l'état de siège, le président peut, sans l'approbation du Congrès, déclarer l'état de prévention et d'alerte.
- La réforme de 1957 abroge la réforme de 1949 et rétabli la constitution de 1853 avec les réformes de 1860, 1866 et 1898, limite les pouvoirs d'intervention en les attribuant exclusivement au Congrès, sauf en cas d'invasion étrangère et interdit au pouvoir exécutif d'expulser aucun habitant, argentin ou étranger. En outre les pouvoirs de détention du président sont limités et des garantis sont établis pour les personnes détenues sous état de siège. La limitation du mandat du président à six ans, sans possibilité de réélection ainsi que son élection au scrutin indirect par un collège électoral est établie (par la suite modifiée par le statut provisoire de 1972 qui établit un mandat de quatre ans avec réélection et élection directe au scrutin), enfin il est établi des limites à certaines personnes pour être présidents (ministres, conjoints, parents, entrepreneurs de l'État) ;
- La réforme de 1994 établit un mandat de quatre ans et permet la réélection présidentielle pour un deuxième mandat consécutif. La fonction de chef de cabinet — qui doit se rendre au Congrès pour rendre compte de la gestion du gouvernement — la possibilité d'effectuer la délégation législative au pouvoir exécutif par le biais des décrets de nécessité et d'urgence, supprimé le collège électoral et établi le système de ballottage.

## Système électoral
Le président et le vice-président sont élus au suffrage universel direct au sein d'une candidature commune, dite « ticket », pour un mandat de quatre ans renouvelable une seule fois de manière consécutive. L'élection a lieu par le biais d'une version modifiée du scrutin uninominal majoritaire à deux tours. Si aucun candidat n'obtient 45 % des suffrages exprimés lors du premier tour, ou 40 % des voix avec au moins dix points d'avance sur celui arrivé en deuxième position, un second tour est organisé dans les trente jours entre les deux candidats arrivés en tête. Est alors élu celui qui reçoit le plus grand nombre de suffrages.
Le droit de vote s'acquiert à 16 ans, et est obligatoire pour tous les citoyens âgés de 18 à 70 ans, à quelques exceptions près (maladie, éloignement des bureaux de vote). L'abstention est sanctionnée par une amende d'un montant variant entre 50 et 500 pesos argentins, et par l'interdiction d'occuper des fonctions ou des emplois publics pendant trois ans.

### Primaires
Le système électoral argentin possède la particularité d'organiser une élection primaire préalablement au premier tour, au cours de laquelle l'ensemble des différents candidats au sein de chacun des partis s'affrontent pour devenir le candidat de leurs partis respectifs. L'ensemble de la population peut participer à ce vote. Tous les partis sont tenus d'y participer, même s'ils n'ont qu'un seul candidat. Le candidat arrivé en tête au sein de chaque parti devient son candidat unique à la présidentielle, et l'ensemble des voix pour les candidats d'un même partis sont réunis lors du décompte. Seuls les partis ayant réuni le vote d'au moins 1,5 % des votants peuvent qualifier leur candidat pour le premier tour de l'élection présidentielle elle même.
Le système fait ainsi à la fois office de primaire, de parrainage et de filtre à candidatures pour le véritable scrutin, tout en permettant aux partis de jauger les rapports de force à venir. Il est cependant devenu habituel pour les partis de ne présenter qu'un seul candidat afin d'afficher leur unité, ôtant à la pré-élection son intérêt dans ce domaine,.

## Pouvoirs et devoirs

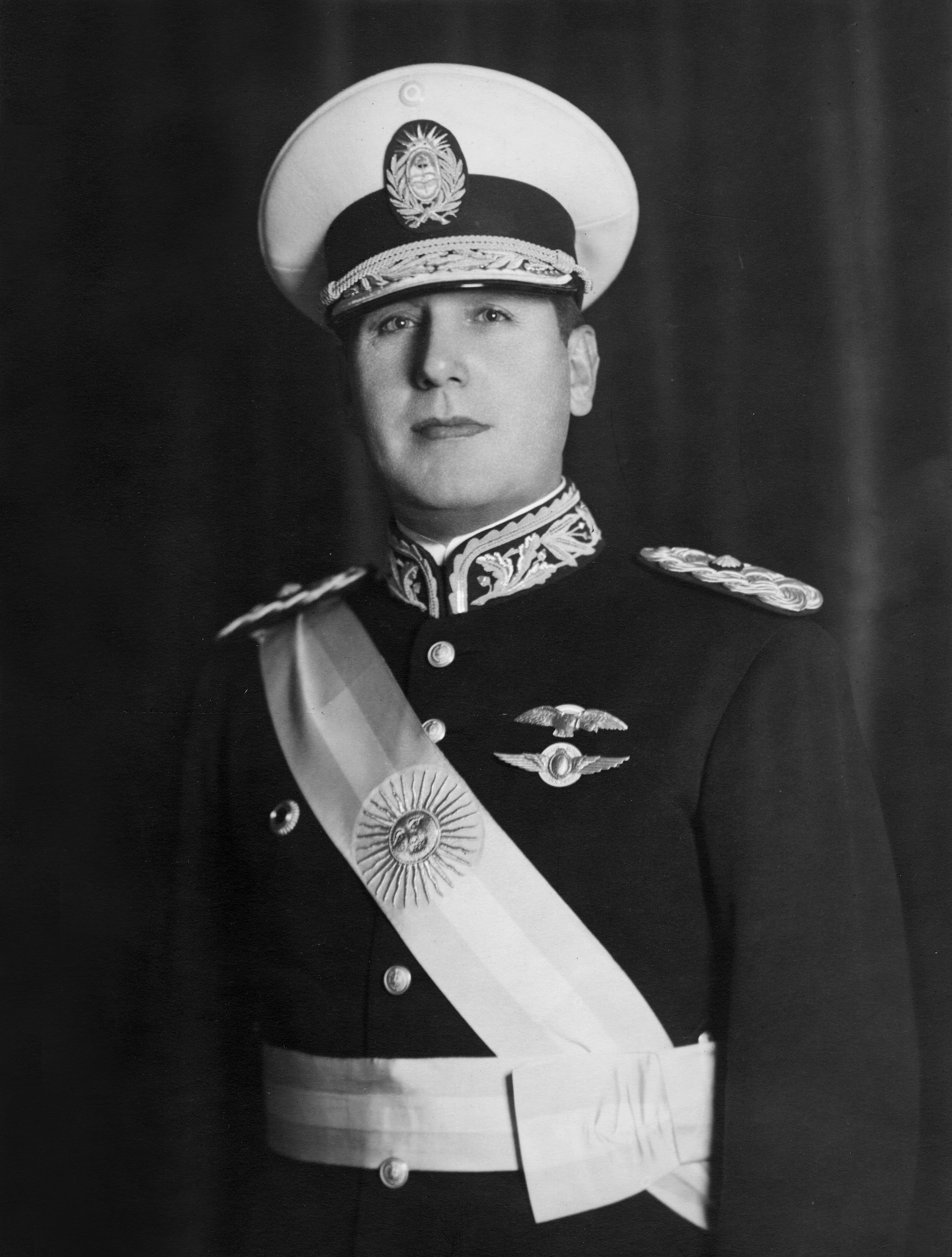
Juan Domingo Perón

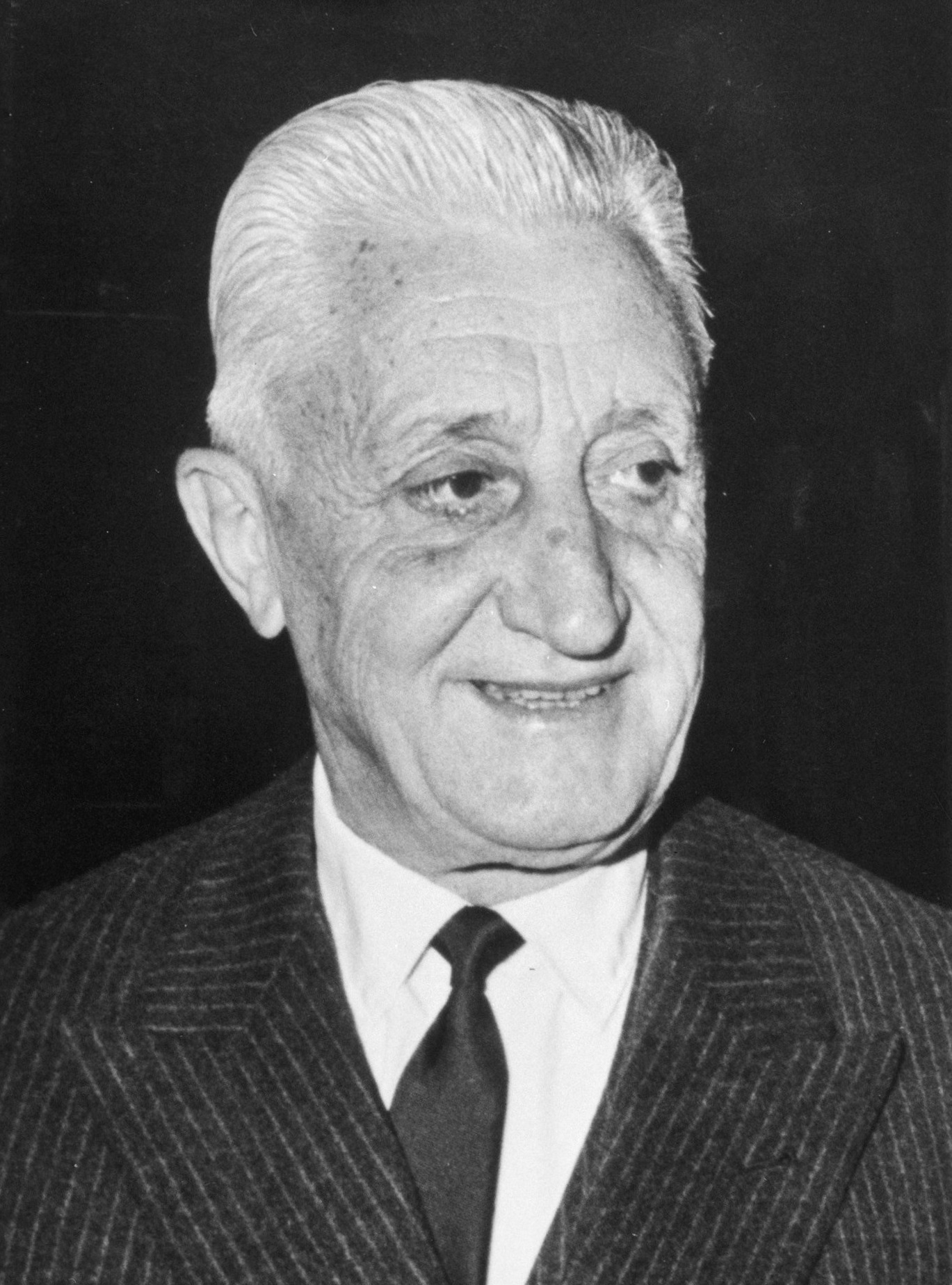
Arturo Umberto Illia

### Article 99
Cet article dispose les attributions suivantes du président de la Nation :

#### Pouvoir exécutif
Le président est le chef suprême de la Nation, le chef du gouvernement et le responsable politique de l'administration générale du pays (alinéa 1), et est à la tête du pouvoir exécutif du gouvernement, dont la responsabilité est de « dicter les instructions et établir les règlements nécessaires à l'exécution des lois de la Nation » (alinéa 2). Pour remplir son rôle, il reçoit le contrôle des quatre millions d'employés de l'exécutif fédéral.
Le président est responsable de la nomination et de la révocation des différents membres de l'exécutif. Les ambassadeurs (selon la loi 20.957, le président peut désigner jusqu'à 25 ambassadeurs de sa confiance sans l'approbation du Sénat, qui doivent quitter leurs fonctions lorsque le président termine son mandat), les ministres plénipotentiaires, les responsables d'affaires, le président de la Banque centrale d'Argentine, le procureur général de la Nation et le directeur de l'Agence fédérale de renseignement sont tous nommés par le président avec « l'avis et le consentement » de la majorité du Sénat ; et lui-même nomme et révoque les membres du Cabinet et les autres fonctionnaires fédéraux (alinéa 7). Les nominations faites pendant que le Sénat n'est pas en session sont temporaires et expirent à la fin de la prochaine session du Sénat (alinéa 19).
Il contrôle l'exercice de ses ministres (alinéa 10) et peut demander les informations qu'il juge opportunes (alinéa 17). En règle générale, le président peut, à sa discrétion, révoquer et combler les postes vacants des fonctionnaires exécutifs (alinéa 19).
Le plus important de tous les pouvoirs présidentiels est peut-être sa position à la tête des forces armées argentines en tant que commandant en chef (alinéa 12). Alors que le pouvoir de déclarer la guerre appartient constitutionnellement au Congrès (alinéa 15), le président commande et dirige ses armées et est responsable de la planification de la stratégie militaire et de l'attribution des emplois et grades militaires (alinéa 13 et 14).
Avec les forces armées, le président est également à la tête de la politique étrangère. Par l'intermédiaire du ministère des Relations extérieures et du ministère de la Défense, le président est responsable de la protection des Argentins à l'étranger et des citoyens argentins sur le territoire national. Le président décide de reconnaître ou non de nouvelles nations et de nouveaux gouvernements, reçoit ses ministres et admet des consuls, et négocie des traités avec d'autres nations, qui entrent en vigueur en Argentine lorsqu'ils sont approuvés par les deux tiers du Sénat (alinéa 11). Le président peut également négocier des « accords exécutifs » avec des puissances étrangères qui ne sont pas soumis à la confirmation du Sénat.
Il accorde les retraites, congés et pensions (alinéa 6) ; et peut s'absenter du territoire national, avec l'autorisation du Congrès (alinéa 18).
En matière de sécurité intérieure, le président a le pouvoir de déclarer :
- L'état de siège (alinéa 16), mettant fin aux garanties constitutionnelles, en cas d'attaque extérieure ou de troubles intérieurs avec l'accord du Sénat, le président ne peut le déclarer par lui-même que lorsque le Congrès est suspendu par décret et convoque les deux chambres pour traitement. Cependant il ne peut lui-même condamner ou prononcer des sanctions, limitant son pouvoir à l'arrestation et au transfert des citoyens (article 23 de la Constitution).
- L'intervention fédérale (alinéa 20), d'une ou plusieurs provinces, en prenant le contrôle des pouvoirs exécutif et législatif de la province, en nommant un intervenant pour 180 jours, prorogeable, et en convoquant des élections pour élire les nouvelles autorités, par un décret ultérieurement approuvé par le Congrès ou un projet de loi approuvé par le Congrès.

#### Pouvoir législatif
Le premier pouvoir conféré au président par la Constitution est le pouvoir législatif du veto présidentiel. Tout projet de loi adopté par le Congrès doit être soumis au président avant qu'il ne puisse devenir loi. Une fois que la norme légale est présentée, le président a trois choix :
- La signature : le projet législatif devient loi.
- Le veto total ou partiel : il renvoie le projet au Congrès avec ses objections ; le projet de loi ne devient loi que si les chambres du Congrès votent pour annuler le veto avec une majorité des deux tiers.
- Ne rien faire : dans ce cas, le président ne signe ni ne pose son veto à la loi. Après 10 jours, le projet prend force de loi.

Les lois promulguées sont publiées au Bulletin officiel. Le président peut émettre des décrets réglementant l'organisation politique du pays et réglementant les lois adoptées par le Congrès, signées aux côtés du chef de cabinet et des ministres impliqués.
Il est interdit au président de promulguer des dispositions législatives, sauf dans des circonstances exceptionnelles, par :
- Les décrets de nécessité et d'urgence (es) — Decreto de necesidad y urgencia — (alinéa 3) : à condition qu'ils ne réglementent pas en matière pénale, fiscale, électorale ou le régime des partis politiques, en accord général avec les ministres et étant analysés et approuvés par le Congrès, qui peuvent abroger le décret par le rejet des deux chambres.
- Les décrets délégués — Decretos delegados — (article 76 de la Constitution) : le Congrès, par une loi spéciale, peut également déléguer au président des pouvoirs législatifs en matière d'administration publique et d'urgence publique, selon une durée déterminée et les domaines où il peut agir. Ainsi, le président est habilité à émettre des décrets délégués signés avec le chef de cabinet, qui doit notifier au Congrès les dispositions afin qu'elles puissent être analysées par la Commission bicamérale.

Le président peut jouer un rôle important dans la formation du Congrès, surtout si le parti politique du président a la majorité dans une ou les deux chambres. Les membres du pouvoir exécutif ne peuvent pas occuper simultanément leur poste et un siège au Congrès, mais il est courant qu'ils rédigent la législation et qu'un sénateur ou un député la présente pour eux. Le président peut influencer de manière significative le pouvoir législatif par le biais du rapport annuel, écrit ou oral, à l'ouverture des sessions ordinaires, qu'il doit constitutionnellement présenter au deux chambres du Congrès réuni, normalement publié le 1er mars de chaque année. Ce discours profile souvent l'offre législative pour l'année prochaine (alinéa 8). Conformément aux articles 63 et 99 alinéa 9, le président peut convoquer une ou les deux Chambres du Congrès pour une session extraordinaire par décret, en indiquant les projets de loi à traiter.

#### Pouvoir judiciaire
Le président a également le pouvoir de proposer des juges fédéraux, y compris des membres de la Cour suprême d'Argentine, sur la base d'une proposition contraignante du Conseil de la magistrature (alinéa 4). Cependant, ces nominations nécessitent la confirmation du Sénat par les deux tiers des membres présents. Cela peut constituer un obstacle important face à la possibilité d'un président dd former une magistrature fédérale avec une certaine position idéologique. Il a le droit de faire grâce ou commuer des peines applicables pour des délits au niveau fédéral après avis du tribunal, il ne peut cependant pas intervenir dans les accusations formées par la Chambre des députés (alinéa 5).